# Moskee van Omar (Catania)
De Moskee van Omar (Italiaans: Moschea di Omar) is een moskee in de stad Catania in het oosten van het Italiaanse eiland Sicilië.
De Omar-moskee in Catania is de oudste moderne moskee van Italië. De moskee werd in december 1980 geopend in een populaire wijk in het centrum van Catania, door advocaat Michele Papa op basis van een project van een Egyptische architect en met financiering uit Libië. De moskee is genoemd naar de tweede kalief van de moslims, Omar ibn al-Chattab. Op de buitenmuur staat de Latijnse zin "Michele Papa aedificavit". De Omar-moskee is sinds 1990 gesloten voor aanbidding en kan op afspraak worden bezocht.